# Ozodicera (Dihexaclonus) neivai
Ozodicera (Dihexaclonus) neivai is een tweevleugelige uit de familie langpootmuggen (Tipulidae). De soort komt voor in het Neotropisch gebied.